# Noleggio a lungo termine
Il noleggio a lungo termine (NLT) è una tipologia di locazione utilizzata principalmente per l'utilizzo di mezzi di trasporto da parte di imprese e privati, come formula alternativa all'acquisto. Può essere utilizzato anche per apparecchiature da ufficio, macchinari, o altri beni strumentali. Si differenzia dal leasing principalmente perché il noleggio a lungo termine non è un'operazione finanziaria e pertanto non è soggetto alle normative, piuttosto stringenti, in materia e può essere proposto anche da personale non appartenente ad un particolare albo professionale. Inoltre la sottoscrizione di un contratto di NLT non comporta alcuna segnalazione in Centrale Rischi ed in Banca d'Italia, caratteristica che di fatto rende il NLT molto diverso dal leasing e spesso estremamente interessante per gli imprenditori.
Si caratterizza per il periodo di noleggio, in genere compreso fra 24 e 60 mesi, cioè tra i due ed i cinque anni.

## Gli esordi
Inizialmente il servizio di noleggio a lungo termine era riservato alle aziende di grandi dimensioni con flotte nell'ordine delle diverse decine di veicoli. Infatti per rispondere alle necessità di delegare la gestione della flotta, le principali aziende iniziarono a favorire il noleggio a lungo termine al leasing che fino a quel momento sembrava essere l'unica formula per la gestione delle flotte aziendali. Nei primissimi anni ottanta, alcune società di leasing iniziarono a proporre anche il noleggio a lungo termine fino a quando non si rese necessario dare vita ad unità di business dedicate e specializzate in questo tipo di gestione.

## Come funziona
Il cliente sceglie il veicolo come se dovesse acquistarlo configurandolo esattamente secondo le sue esigenze e delega l'acquisto alla società di noleggio a lungo termine la quale provvede a tutte le pratiche burocratiche prima di metterlo a disposizione del richiedente. Infatti la società di noleggio non solo acquista il veicolo ma fornisce al suo cliente anche tutti i servizi tipici del servizio di noleggio a lungo termine come IPT, messa su strada, tassa di possesso, assicurazione RCA, incendio-furto, kasko integrale, manutenzione ordinaria (tagliandi) e straordinaria (guasti), soccorso stradale per citarne alcuni.

## Quanto costa
Il canone mensile per l'utilizzo del veicolo viene calcolato tenendo in considerazione diversi aspetti come, ad esempio, il veicolo richiesto, la durata contrattuale, la percorrenza chilometrica stimata, eventuali servizi aggiuntivi (come per esempio il cambio di pneumatici o l'auto sostitutiva in caso di guasto o furto), le coperture assicurative e l'eventuale anticipo versato. Questi aspetti concorrono a formare il canone mensile che sarà pagato dal cliente per la durata contrattuale prevista a mezzo SEPA (che ha sostituito il vecchio RID bancario) o con addebito su carta di credito se la società di noleggio a lungo termine lo prevede come sistema valido ai fini di pagamento. 
Solitamente il noleggio a lungo termine a privati è più economico di quello aziendale. Le partite IVA, le aziende e alcune categorie professionali, al contrario dei privati, possono però usufruire di detrazioni fiscali sul canone di noleggio.

## Fine noleggio
Al termine del periodo contrattuale concordato il cliente restituisce il veicolo al proprietario (ossia il noleggiatore) il quale provvede a verificare l'integrità del veicolo stesso. Se previsto saranno addebitati eventuali costi aggiuntivi come ad esempio danni non denunciati e/o da incuria ed eccedenze chilometriche. Di solito, qualche mese prima della scadenza del contratto, il noleggiatore propone al cliente un prolungamento del contratto in corso oppure la stipula di un nuovo contratto di noleggio. Alle volte il cliente richiede al noleggiatore la possibilità di acquistare il veicolo noleggiato, cosa sempre possibile alle condizioni di mercato che saranno stabilite al momento della proposta. Non si può quindi parlare di un riscatto perché il noleggio, contrariamente al leasing, non è un'operazione di natura finanziaria.

## Vantaggi
I vantaggi della formula di noleggio a lungo termine sono principalmente di carattere:
- economico: solitamente il noleggiatore è in grado di acquistare veicoli e servizi a condizioni nettamente migliori rispetto al singolo pertanto ottiene un'economia di scala tale da poter proporre al proprio cliente un risparmio considerevole
- operativo: il noleggiatore si preoccupa di tutte le incombenze legate alla gestione del veicolo lasciando il cliente libero di concentrare i suoi impegni, economici ed operativi, sul suo core business
- amministrativo: il cliente riceve una sola fattura riepilogativa che comprende già tutte le voci di spesa ed indica il canone totale suddiviso fra costi operativi e servizi, questo perché dal punto di vista fiscale esiste una differenza sostanziale
- fiscale: il noleggio a lungo termine non è un'operazione finanziaria pertanto non comporta alcuna segnalazione presso la Centrale Rischi

Esistono tuttavia delle limitazioni e caratteristiche specifiche che necessitano di essere approfondite con il noleggiatore, alcune di queste sono riportate nel cosiddetto Accordo Quadro ossia il documento che regola il rapporto fra cliente e noleggiatore.
Per un confronto fra noleggio e proprietà occorre considerare diverse voci di spesa e variabili.

## Veicoli in pronta consegna
È piuttosto comune che le società di noleggio offrano anche veicoli in pronta consegna presso la rete dei rispettivi produttori in modo da velocizzare i tempi di consegna. Questo servizio consente di avere un veicolo, spesso molto simile a quello richiesto, entro poche settimane dalla conferma d'ordine anziché dover attendere alcuni mesi in caso di ordine trasmesso in fabbrica.

## Canali distributivi
Le principali società di noleggio a lungo termine operano per mezzo di diversi canali distributivi:
- diretto: attraverso il sito della società oppure gli operatori telefonici;
- broker: alcuni partner ufficiali hanno la funzione di ricercare e proporre le migliori offerte delle principali società di noleggio a lungo termine;
- dealer: si tratta di saloni adibiti alla vendita dei veicoli che offrono anche il servizio di noleggio a lungo termine.

## Veicoli noleggiabili
In Italia è possibile noleggiare qualsiasi veicolo (autovettura, veicolo commerciale/furgone e motociclo) purché:
- di nuova immatricolazione;
- sia in vendita in Italia;
- sia ancora in produzione;
- per i veicoli commerciali che abbiano una Massa a pieno carico (ovvero peso totale a terra PTT) uguale o inferiore a 3,5 tonnellate;
- usati con gli stessi servizi inclusi delle vetture di nuova immatricolazione.